# Leon Bemke
Leon Bemke (ur. 18 lutego 1897 w Tupadłach, zm. 25 maja 1984 w Wadowicach) – polski ksiądz pallotyn, kapelan załogi Westerplatte, duszpasterz Polonii, przełożony francuskiej Regii Miłosierdzia Bożego.

## Życiorys
Ksiądz Leon Bemke urodził się w Tupadłach w diecezji chełmińskiej. Do Stowarzyszenia Apostolstwa Katolickiego (Księży Pallotynów) wstąpił w Wadowicach w roku 1919. Święcenia kapłańskie otrzymał w Krakowie w roku 1925. Od 1928 pełnił obowiązki rektora i dyrektora wadowickiego Collegium Marianum. W 1935 przybył do Gdańska, gdzie był katechetą oraz nauczycielem języka niemieckiego w Polskiej Szkole Handlowej, kapelanem załogi polskiej Wojskowej Składnicy Tranzytowej na Westerplatte, kierownikiem bursy dla młodzieży polskiej w Oliwie. 1 września 1939 został aresztowany przez Niemców, lecz dzięki immunitetowi dyplomatycznemu, po sześciu dniach został odtransportowany na granicę litewską. Po kilku nieudanych próbach przekroczenia granicy oraz po wielu staraniach otrzymał zastępczy paszport brytyjski i udał się do Sztokholmu, a stamtąd do Paryża. We Francji został mianowany kapelanem 2 Dywizji Strzelców Pieszych. W 1940 ks. Bemke przekroczył wraz ze swoją Dywizją granicę Szwajcarii, gdzie przebywał do roku 1945.
Po wojnie ks. Leon Bemke był osobistym sekretarzem generała pallotynów ks. Wojciecha Turowskiego, superiorem (przełożonym) Regii Francuskiej, proboszczem w Oignies we Francji (1959–1962), administratorem domu w North Tonawanda w Stanach Zjednoczonych.
W 1976 ks. Leon Bemke powrócił do Polski. Zmarł w Wadowicach w wieku 87 lat. Spoczywa na cmentarzu przy wadowickim Collegium Marianum.